# Arcidiecéze kaločsko-kečkemetská
Kaločssko-kečkemetské arcibiskupství (maďarsky Archidioecesis Colocensis-Kecskemetensis, maďarsky Kalocsa-Kecskeméti főegyházmegye) je nejstarší římskokatolická arcidiecéze v Maďarsku. Byla založena již v roce 1000 (původně jako arcidiecéze kaločská). Adresa sídla je Erseki Hatoság, Szentháromság tér 1 v Kaloči.
Hlavním chrámem arcidiecéze je katedrála Nanebevzetí Panny Marie v Kaloči.

## Členění
Roku 1135 se stala metropolitním sídlem také pro biskupství pécsské a segedínsko-čanádské. 31. května 1993 získala arcidiecéze své současné jméno.
Má dvě sufragánní diecéze Pécs a Szeged-Csanád

## Fotogalerie

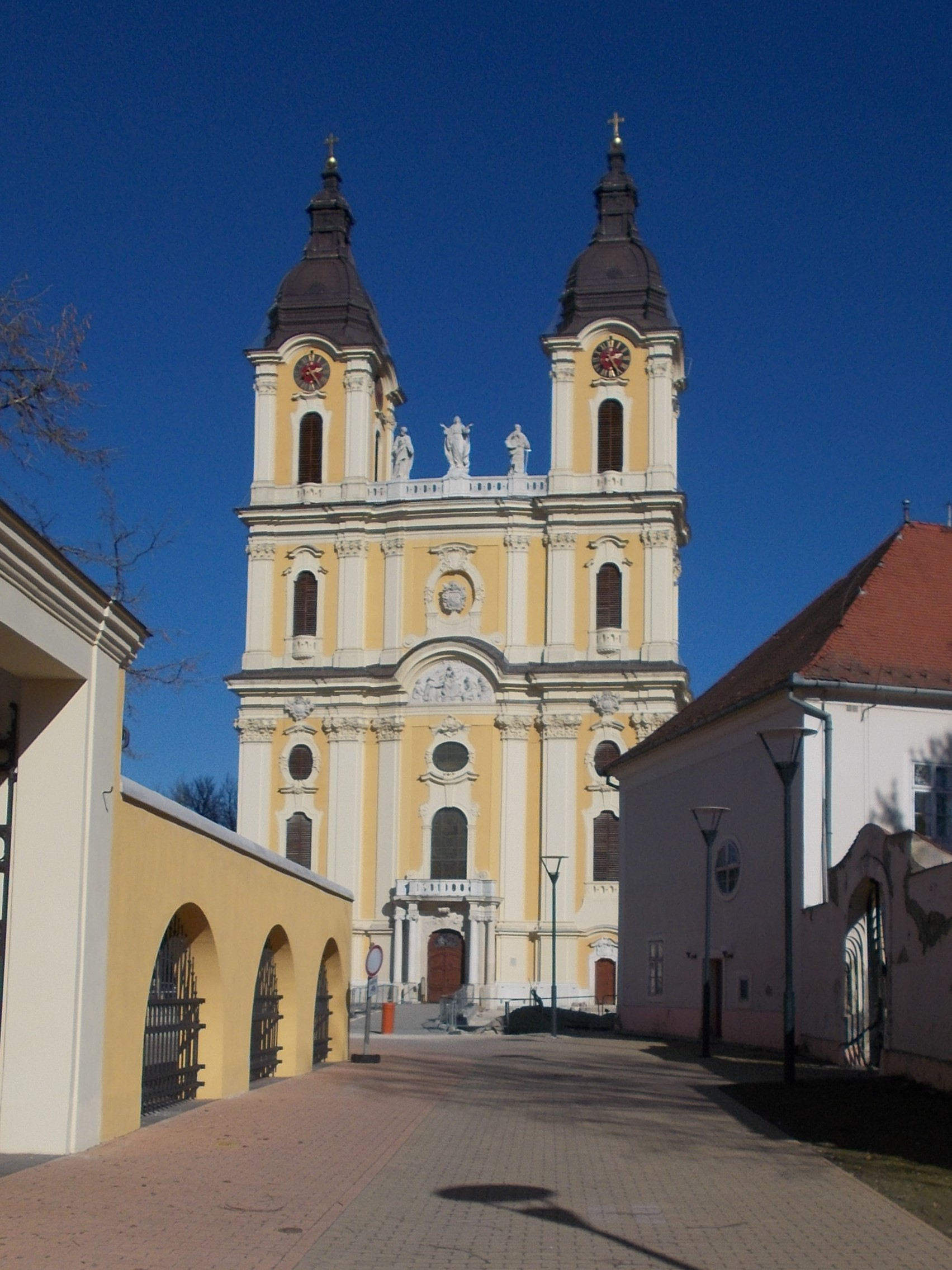
Kaločská katedrála
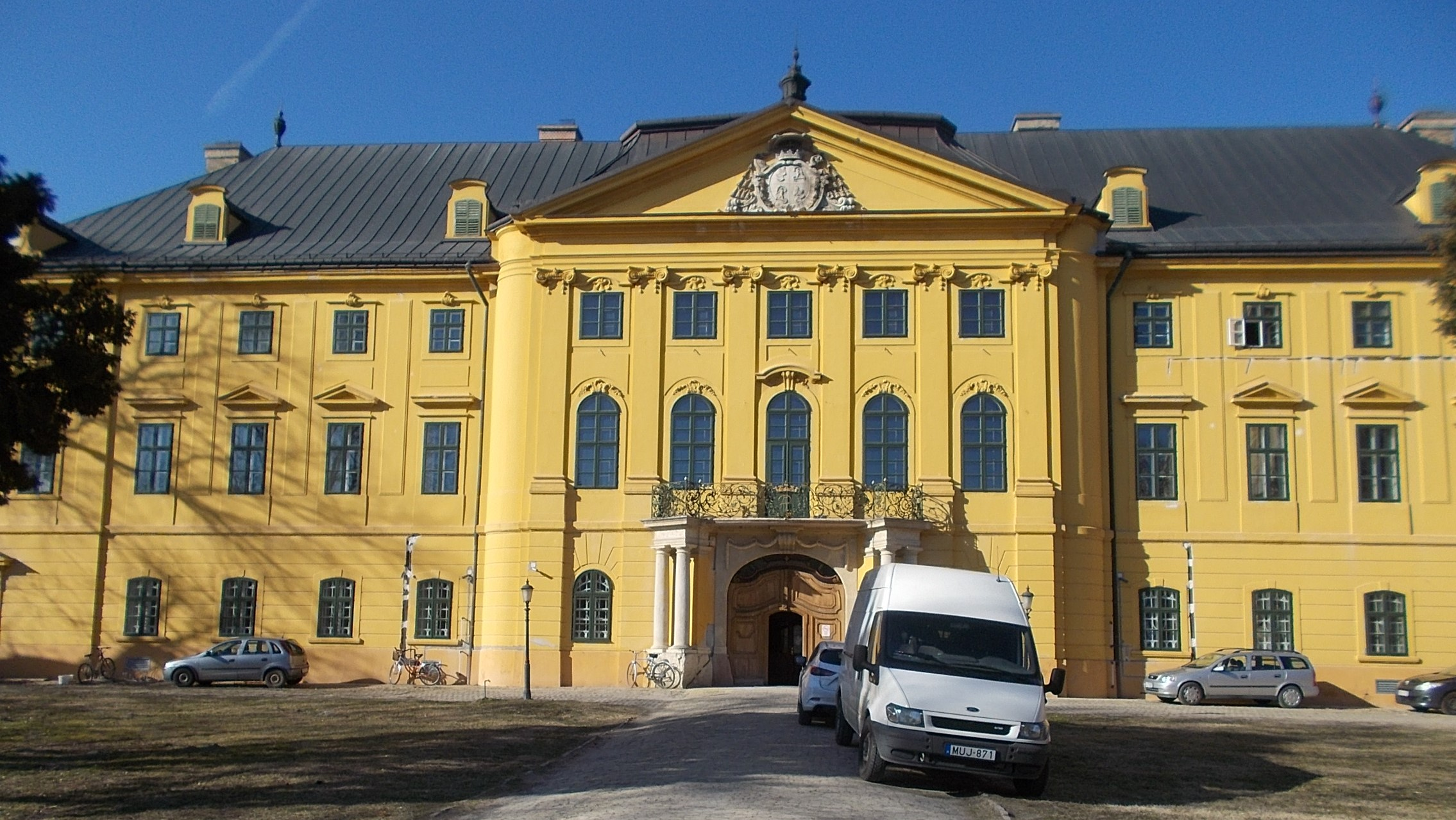
Biskupská rezidence v Kaloči